# ميثيل حلقي بنتاديينيل ثلاثي كربونيل المنغنيز
ميثيل حلقي بنتاديينيل ثلاثي كربونيل المنغنيز هو مركب منغنيز عضوي صيغته C9H7MnO3، ويوجد على هيئة سائل أصفر شاحب. هذا المركب سام ويرمز له اختصاراً MMT أو MCMT؛ وكان يسوق في السابق ضمن المواد المضافة إلى وقود السيارات المرصص قبل أن يحظر.

## التحضير
يحضر هذا المعقد من اختزال مضاعف ميثيل حلقي بنتاديينيل المنغنيز باستخدام ثلاثي إيثيل الألومنيوم في جو من أحادي أكسيد الكربون. التفاعل طارد للحرارة، لذا ينبغي إجراء تبريد مناسب، وإلا قد تحدث حالة من الانفلات الحراري.

## الخواص
يوجد المركب في الشروط القياسية على هيئة سائل أصفر شاحب، وهو صعب الانحلال في الماء. يتألف المركب بنيوياً من ذرة منغنيز مركزية مرتبطة مع ثلاث ربيطات من أحادي أكسيد الكربون (الكربونيل) ومع ميثيل حلقي البنتاديينيل؛ بالتالي فهو مركب نصف شطيري.

## المخاطر
يصنف مركب ميثيل حلقي بنتاديينيل ثلاثي كربونيل المنغنيز (MMT) ضمن المركبات السامة، ولا يزال استخدامه ضمن المواد المضافة إلى الوقود محط جدل.